# Passion and Warfare
„Passion and Warfare“ е албум на американския композитор и китарист Стив Вай. Албумът става 2Х Платинен. Написан е на основата на сънища, които Вай сънувал в младежките си години. Самият Вай го описва като: „Джими Хендрикс среща Исус Христос на парти, което Бен Хур е организирал за Мел Бланк“. Албумът е записан в студиото „The Mothership“, в дома му в Холивуд. Вокалът на Whitesnake Дейвид Ковърдейл има малки реплики в някои части от „Passion and Warfare“.
Китарите, които Вай използва в този албум, са: Ibanez JEM, Universe guitars, Charvel Greenie Meanie, Marshall JCM900 amplifiers, Boss SD-1 pedals, ADA-MP-1 preamp, Eventide H3000 harmonizer, Lexicon и др.